# Pilosia flavopilosa
Pilosia flavopilosa är en tvåvingeart som beskrevs av Hull 1973. Pilosia flavopilosa ingår i släktet Pilosia och familjen svävflugor. Inga underarter finns listade i Catalogue of Life.